# Кюрдляр (Физулинский район)
Кюрдляр  (азерб. Kürdlər) — село в Физулинском районе Азербайджана.

## История
Во второй половине 19-го века, Мехти бек Мелик-Асланов на свои средства построил, для беженцев, село Кюрдляp в Верхнем Карабахе(ныне Физулинский район), а также провёл подземный водопровод с питьевой водой. Это поселение принадлежалo Мехти беку и из-за того, что большинство жителей обосновавшихся здесь были курды, прибывшие из разных мест региона, село назвали Кюрдляр.
Кюрдляр был оккупирован вооруженными силами Армении 17 августа 1993 года. К сожалению, село и cельское кладбище было полностью разрушено. Bодопровод остался не повреждённым. Благодаря усилиям общественности региона, бывших жильцов села и государственным организациям, водопровод вошёл в список обнаруженных памятников культурного наследия. Государственнoй службoй по сохранению, 
развитию и восстановлению культурного наследия при Министерстве Культуры Азербайджанской Республики ведутся работы по включению его в список культурного наследия страны.
В ходе 44-дневной Второй Карабахской войны в 2020 году 20 октября контроль над селом Кюрдляр Физулинского района перешло к ВС Азербайджана. В январе 2021 года минобороны распространило видеокадры из села.

## Экономика
Население в основном занималось сельским хозяйством-земледелием, скотоводством и животноводством.